# Archidendron xichouense
Archidendron xichouense là một loài thực vật có hoa trong họ Đậu. Loài này được (C. Chen & H. Sun) X.Y. Zhu mô tả khoa học đầu tiên năm 2007.